# Edirne
Edirne, früher Adrianopel (bulgarisch Одрин Odrin, altgriechisch Ἁδριανόπολις Adrianoúpolis, neugriechisch Αδριανούπολη Adrianoúpoli, lateinisch Hadrianopolis), ist mit knapp 170.000 Einwohnern die westlichste Großstadt der Türkei. Sie liegt im bulgarisch-griechisch-türkischen Dreiländereck, in Ostthrakien, dem europäischen Teil der Türkei. Gleichzeitig ist sie auch Zentrum des zentralen Landkreises (Merkez). Edirne war zeitweise die Hauptstadt des Osmanischen Reiches und ist heute das Verwaltungszentrum der gleichnamigen Provinz. Sie trug in ihrer Geschichte die Namen Odrysai (thrakisch), Orestia (altgriechisch) und Hadrianopolis (lateinisch, Stadt des Hadrian).
In Edirne schlossen die Sultane des Osmanischen Reiches dreimal einen Frieden, 1568 mit dem Heiligen Römischen Reich sowie 1713 und 1829 mit dem Russischen Kaiserreich.

## Geographie

### Lage
Edirne befindet sich etwa 220 km westlich von Istanbul nahe dem Dreiländereck Bulgarien, Griechenland und Türkei am Nordufer des türkisch-bulgarisch-griechischen Grenzflusses Meriç (griechisch Evros, bulgarisch Mariza). Der Nebenfluss Tunca (griechisch Tonzos, bulgarisch Tundscha) erreicht Edirne von Norden, umfasst mit seinem weiten Hochwasserbett die westliche Hälfte der Innenstadt in einem großen Bogen und mündet südlich vom Zentrum in den Meriç Nehri. Die Stadt hat sich deshalb kaum nach Westen, sondern vor allem nach Südosten ausgedehnt. Die Stadt liegt in der fruchtbaren thrakischen Tiefebene.

### Landkreis
Der zentrale Landkreis (Merkez) Edirne grenzt im Nordosten an den Kreis Lalapaşa, im Osten an die Kreise Süloğlu und Havsa sowie im Süden an den Kreis Uzunköprü. Im Norden hat der Kreis eine Grenze mit Bulgarien und im Westen mit Griechenland.
Mit einer Fläche von 844 km² steht er an dritter Stelle in der Provinz, er ist mit 180.901 Einwohnern der bevölkerungsreichste Kreis und hat mit 214 Einwohnern je Quadratkilometer auch die höchste Bevölkerungsdichte (Provinzdurchschnitt: 66 Einwohner je km²). Der Kreis besteht neben der Kreisstadt noch aus 37 Dörfern (Köy) mit durchschnittlich 330 Bewohnern. Tayakadın ist mit 1537 Einwohnern sowohl das bevölkerungsreichste als auch das einzige Dorf mit mehr als 1000 Einwohnern.

### Klima
|                        | Jan   | Feb  | Mär   | Apr   | Mai   | Jun  | Jul  | Aug  | Sep  | Okt  | Nov   | Dez   |   |        |
| Mittl. Temperatur (°C) | 2,8   | 4,8  | 8,3   | 13,2  | 18,5  | 22,9 | 25,3 | 25,4 | 20,6 | 14,8 | 9,3   | 4,4   | ⌀ | 14,2   |
| Mittl. Tagesmax. (°C)  | 7,1   | 10,2 | 14,3  | 19,8  | 25,5  | 30,1 | 32,7 | 33,1 | 27,9 | 21,0 | 14,4  | 8,4   | ⌀ | 20,4   |
| Mittl. Tagesmin. (°C)  | −0,4  | 0,7  | 3,5   | 7,3   | 12,1  | 16,1 | 18,2 | 18,3 | 14,2 | 9,9  | 5,4   | 1,2   | ⌀ | 8,9    |
|                        |       |      |       |       |       |      |      |      |      |      |       |       |   |        |
| Niederschlag (mm)      | 65,8  | 53,3 | 52,8  | 44,0  | 57,5  | 46,0 | 39,6 | 24,0 | 39,2 | 66,1 | 66,4  | 70,5  | Σ | 625,2  |
|                        |       |      |       |       |       |      |      |      |      |      |       |       |   |        |
| Sonnenstunden (h/d)    | 2,2   | 3,5  | 4,2   | 5,7   | 7,4   | 8,5  | 9,3  | 9,0  | 6,6  | 4,4  | 2,9   | 1,9   | ⌀ | 5,5    |
|                        |       |      |       |       |       |      |      |      |      |      |       |       |   |        |
| Regentage (d)          | 10,50 | 9,57 | 11,57 | 11,23 | 11,70 | 9,90 | 6,47 | 4,57 | 6,40 | 8,90 | 10,00 | 11,47 | Σ | 112,28 |
|                        |       |      |       |       |       |      |      |      |      |      |       |       |   |        |
| Luftfeuchtigkeit (%)   | 82    | 77   | 73    | 68    | 68    | 64   | 57   | 57   | 63   | 73   | 81    | 83    | ⌀ | 70,5   |

| −0,4 |

| 0,7 |

| 3,5 |

| 7,3 |

| 12,1 |

| 16,1 |

| 18,2 |

| 18,3 |

| 14,2 |

| 9,9 |

| 5,4 |

| 1,2 |

| −0,4 |

| 0,7 |

| 3,5 |

| 7,3 |

| 12,1 |

| 16,1 |

| 18,2 |

| 18,3 |

| 14,2 |

| 9,9 |

| 5,4 |

| 1,2 |

In Edirne herrscht ein Übergangsklima von feucht-subtropisch zu mediterran mit  kontinentalen Einflüssen. Die Winter sind niederschlagsreich und kalt, die Sommer mäßig trocken und heiß.
Aufgrund seiner Lage im Landesinneren und des Einflusses kalter Nordwinde kommt es im Winter regelmäßig zu Nachtfrösten und gelegentlich auch zu Eistagen und Schneefällen. Im Hochsommer sind Hitzetage- und Tropennächte häufig. Im Sommer fallen die Niederschläge vor allem als Starkregen.

## Bevölkerung

### Bevölkerungsentwicklung
Infolge der stetigen Herrschaftswechsel setzt sich die Bevölkerung der Stadt aus Türken, Griechen, Armeniern, Juden, Bulgaren und kleineren Nationalitäten zusammen. – Nachfolgende Tabelle zeigt den vergleichenden Bevölkerungsstand am Jahresende für die Provinz, den zentralen Landkreis und die Stadt Edirne sowie den jeweiligen Anteil an der übergeordneten Verwaltungsebene. Die Zahlen beziehen sich auf das 2007 eingeführten adressbasierte Einwohnerregister (ADNKS).

| Jahr | Provinz | Landkreis | Landkreis | Stadt | Stadt   |
| Jahr | real    | %         | real      | %     | real    |
| ---- | ------- | --------- | --------- | ----- | ------- |
| 2020 | 407.763 | 44,36     | 180.901   | 93,24 | 168.680 |
| 2019 | 413.903 | 44,80     | 185.408   | 93,20 | 172.802 |
| 2018 | 411.528 | 43,82     | 180.327   | 92,86 | 167.443 |
| 2017 | 406.855 | 43,97     | 178.910   | 93,06 | 166.494 |
| 2016 | 401.701 | 43,08     | 173.037   | 92,60 | 160.233 |
| 2015 | 402.537 | 42,58     | 171.386   | 92,40 | 158.369 |
| 2014 | 400.280 | 41,47     | 165.979   | 91,96 | 152.628 |
| 2013 | 398.582 | 41,16     | 164.048   | 91,60 | 150.260 |
| 2012 | 399.708 | 40,57     | 162.161   | 91,56 | 148.474 |
| 2011 | 399.316 | 39,80     | 158.929   | 90,94 | 144.531 |
| 2010 | 390.428 | 39,19     | 152.993   | 90,72 | 138.793 |
| 2009 | 395.463 | 39,49     | 156.155   | 90,66 | 141.570 |
| 2008 | 394.644 | 38,82     | 153.199   | 90,22 | 138.222 |
| 2007 | 396.462 | 38,02     | 150.717   | 90,28 | 136.070 |

## Geschichte

### Erste Siedlungshinweise
Edirne ist eine alte Stadt, erste Siedlungen soll es bereits im 5. Jahrtausend v. Chr. gegeben haben. Die Stadt hatte in ihrer Geschichte verschiedene Namen. In ihrer vorrömischen Zeit war sie unter dem Namen Odrysia bekannt, vermutlich in Anlehnung an den thrakischen Stamm der Odrysen, oder Uscudama und gehörte zu Thrakien. Odrysia war vom 5. bis 3. Jh. v. Ch. die Hauptstadt des Odrysenreiches.

### Antike

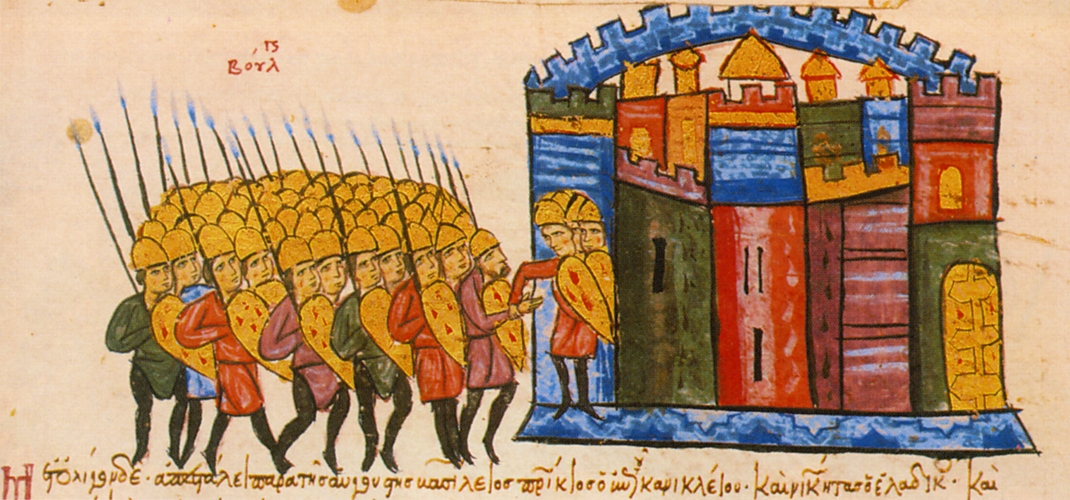
Simeon der Große erobert 914 Adrianopel

Zwischen 171 v. Chr. und 168 v. Chr. wurde das Gebiet von den Römern besetzt. Augustus verzichtete während seiner Herrschaft auf die Eroberung Thrakiens und somit auch der Stadt. Thrakien wurde erst unter Kaiser Claudius erobert. Hadrian befahl um 125 n. Chr., die Stadt wieder aufzubauen und zu erweitern, und gab ihr den Namen Hadrianopolis (Stadt Hadrians). 378 wurden dort die Römer unter Kaiser Valens von den Goten geschlagen (Schlacht von Adrianopel).
Im Jahr 395 wurde die Stadt Zentrum der römischen Provinz Haemimontus. Die Stadt war der Sitz des Erzbistums Hadrianopolis in Haemimonto, das heute noch als Titularbistum der Römisch-Katholischen Kirche weiterlebt.

### Mittelalter: 8. bis 16. Jahrhundert

Byzantinische Themenverwaltung auf dem Balkan um 1045

Um 790 bis 800 wurde die Adrianopel Zentrum des neu geschaffenen, byzantinischen militärisch-administrativen Distrikts (Thema) Makedonien. In den nachfolgenden Jahrhunderten wechselte die Herrschaft über die Stadt und das Thema zwischen dem Bulgarischen und dem Byzantinischen Reich. Im Jahre 813 siegten die Bulgaren unter Khan Krum über den Kaiser Michael I. in der Schlacht von Adrianopel. Zar Simeon I. gliederte die Provinz 914 erneut in das Bulgarische Reich ein. 927 nach dem 50-jährigen Friedensabschluss zwischen Bulgaren und Byzantinern geriet ein Großteil des Themas erneut unter byzantinische Herrschaft.
Im Jahr 1204 eroberten die Kreuzfahrer die Stadt, sie fiel jedoch nach der Schlacht von Adrianopel von 1205 wieder in bulgarische Hände. Nach 1250 folgte noch eine letzte byzantinische Periode, 1362 eroberten schließlich die Osmanen die Stadt. Von 1368 bis zur Eroberung Konstantinopels im Jahr 1453 war Edirne die Hauptstadt des Osmanischen Reiches. In der Mitte des 16. Jahrhunderts war der berühmte osmanische Hofdichter Hayâlî (1500?–1557) Sandschakbey in Adrianopel.

### Spätosmanische Zeit: 17. bis 19. Jahrhundert
Im Jahre 1745 wurde Edirne von einem großen Brand heimgesucht. 1751 folgte ein verheerendes Erdbeben. Die Stadt verlor dadurch an wirtschaftlicher und politischer Bedeutung, blieb jedoch Zentrum eines Vilâyets (Großprovinz des Osmanischen Reiches).
In den russisch-türkischen Kriegen von 1828–1829 und 1877–1878 wurde Edirne mehrfach angegriffen und erobert. Der Friede von Adrianopel beendete 1829 den ersten Krieg. In den 1850er Jahren war Edirne eines der Zentren der sogenannten Unionsbewegung (bulg. Униатско движение) der bulgarischen Katholiken und wurde 1861 Sitz der bulgarisch-katholischen Kirche. Nach der Ethnographie des Vilayets d'Andrinople, de Monastir et de Salonique von 1878 hatte Edirne 1873 16.220 Haushalte mit etwa 58.000 männlichen Einwohnern. Den größten Anteil stellten die Türken, gefolgt von Griechen (ca. 16.000) und Bulgaren (ca. 10.000). In Edirne lebten noch große jüdische und armenische Gemeinden. Die bulgarische Bevölkerung konzentrierte sich in den Vierteln Barutluk mahallesi und Uzunkaldırım mahallesi östlich der Selimiye-Moschee in der Altstadt. Im Vorfeld des Ilinden-Preobraschenie-Aufstands (1903) wurde 1895 in der Stadt ein revolutionäres Komitee der BMARK gebildet, welches im Untergrund agierte. Goze Deltschew baute zwischen 1896 und 1900 die Strukturen der Organisation in der Region auf.

### 20. Jahrhundert
Im September 1905 brach in Adrianopel wieder ein großes Feuer aus, dem zahlreiche Gebäude zum Opfer fielen. Im Nachgang wurde dazu folgendes veröffentlicht: 1350 Häuser, 300 Geschäftsläden, 13 Schulen, 6 Kirchen, 1 Synagoge und 1 Moschee wurden vernichtet. Menschen kamen nicht zu Schaden.
Im Ersten Balkankrieg nahmen die Bulgaren die Stadt nach viermonatiger Belagerung am 26. März 1913 ein, obwohl die Verteidigung von westlichen Beratern aufgebaut wurde und die Stadt als uneinnehmbar galt. Bei der Belagerung wurden Flugzeuge zur strategischen Bombardierung eingesetzt. Im Zweiten Balkankrieg konnten die Türken das mit bulgarischen Flüchtlingen aus Ostthrakien überfüllte Edirne zurückerobern und die bulgarische Bevölkerung vertreiben oder töten. Mit ihrer Vertreibung wurden auch die bulgarischen Bildungseinrichtungen hier, zwei Knabengymnasien (darunter das Gymnasium „Dr. Petar Beron“), ein Mädchengymnasium sowie die vier Grundschulen, geschlossen. Auch die bulgarischen Kirchen wurden geschlossen und mit Ausnahme der Hl. Konstantin und Elena-Kirche und Demetrios-Kirche zerstört. Ein geringer Teil der bulgarischen Bevölkerung kehrte nach dem Krieg zurück, erreichte jedoch nie ihre Vorkriegsstärke.
Nach dem Ersten Weltkrieg gelangte die Stadt 1920 durch den Vertrag von Sèvres an Griechenland, mit dem Vertrag von Lausanne kam sie wieder zur Türkei. Zu diesem Staat gehört sie seitdem.
Nach der Volkszählung von 1935 sprachen in Edirne 198 Personen Albanisch, 357 Personen Bosnisch, 1199 Personen Bulgarisch, 1743 Personen Romanes, 413 Personen Kurdisch, 7175 Personen Pomakisch, 355 Personen Tatarisch als Muttersprache. Insgesamt hatten 14.845 Personen eine andere Muttersprache als Türkisch.

### Seit dem 21. Jahrhundert
Seit dem Jahr 2003 leiteten Hamdi Sedefçi (bis März 2014) als Oberbürgermeister und Cemil Erdoğan (bis 2008) bzw. Namik Döleneken (2009–2011) als Bürgermeister die Stadt. Im Jahr 2006 wurde zwischen den Städten Edirne und Lörrach in Deutschland eine Kulturpartnerschaft begründet, die 2011 zur Städtefreundschaft erhoben wurde und auch von Oberbürgermeister Recep Gürkan (März 2014-März 2024) intensiv gepflegt wurde. Ziel ist der Austausch von Studenten, Schülern, Praktikanten, Lehrern und Professoren zwecks Erwerb und Ausbau gegenseitiger sprachlicher und kultureller Kompetenz.
Bei der Kommunalwahl am 31. März 2024 wurde die Juristin Filiz Gencan Akin zur neuen Oberbürgermeisterin der Stadt Edirne und damit zur Nachfolgerin von Recep Gürkan gewählt, welcher 10 Jahre Oberbürgermeister war und zur Wahl nicht mehr angetreten ist. Oberbürgermeisterin Akin führt die Kulturpartnerschaft mit Lörrach und Oberbürgermeister Jörg Lutz weiter.

## Wirtschaft und Infrastruktur

### Allgemein
Edirne dient vor allem als Handelsplatz für landwirtschaftliche Erzeugnisse, hauptsächlich Weintrauben. Haupterzeugnisse der Stadt sind Textilien und Textilrohwaren, Lederwaren und Teppiche, außerdem Rosenwasser und -öl.

### Verkehr

#### Straße
Edirne ist durch die mautpflichtige E 80 (auch Trans European Motorway) erschlossen, der vom bulgarisch-türkischen Grenzübergang Kapitan Andreewo-Kapıkule bei Swilengrad/Kapıkule über Istanbul und die dortige Brücke der Märtyrer des 15. Juli bis nach Ankara führt.

#### Schiene

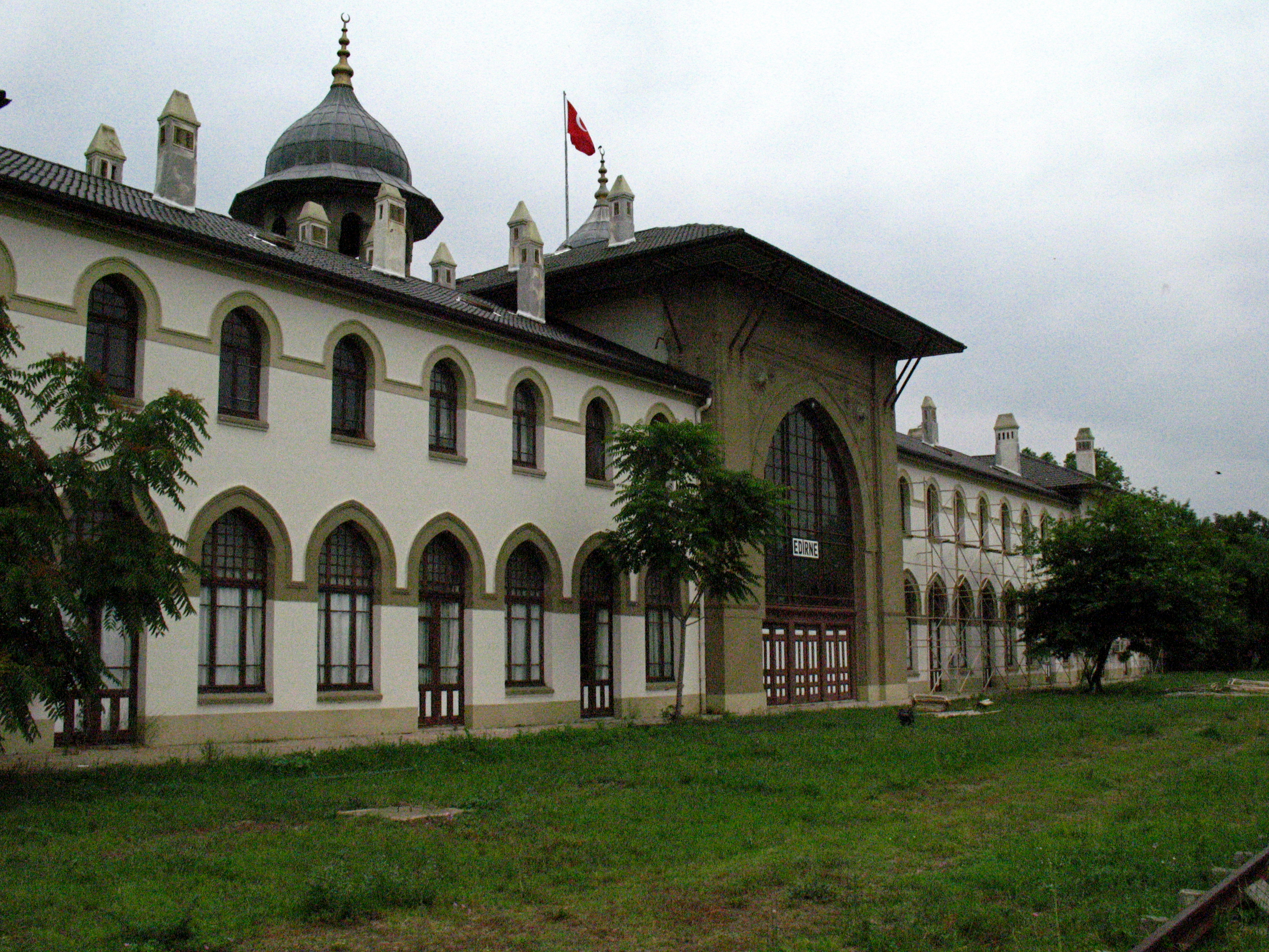
Alter, bis 1971 genutzter Bahnhof

Durch die Stadt führt auch die bereits im 19. Jahrhundert durch die Compagnie des Chemins de fer Orientaux erbaute Bahnstrecke İstanbul Sirkeci–Swilengrad–Sofia. Nach den Korrekturen der Grenze zwischen Griechenland und der Türkei durch den Vertrag von Lausanne 1923 verliefen die beiden westlich und südlich von Edirne liegenden Abschnitte der ab 1929 der Chemin de fer Franco-Hellenique gehörenden Strecke auf griechischem Gebiet, lediglich der wenige Kilometer lange Abschnitt mit dem Bahnhof von Edirne lag auf türkischem Territorium. Züge von Edirne nach Istanbul mussten daher griechisches Gebiet passieren. Drogenschmuggler nutzten diese Route ab Ende der 1960er Jahre zur illegalen Einreise nach Griechenland (sog. Midnight Express).
Nach den Spannungen mit Griechenland im Zuge der Zypernkrise bauten die Türkischen Staatsbahnen (TCDD) eine neue, 1971 in Betrieb genommene Bahnstrecke von Pehlivanköy über Edirne zum bulgarischen Grenzbahnhof Svilengrad, die nur noch auf türkischem Gebiet verläuft. Die alte Strecke wurde aufgegeben, da auch die griechische Eisenbahn eine neue, ausschließlich auf griechischem Gebiet liegende Strecke errichtet hatte. Der alte osmanische Bahnhof wurde restauriert und wird nunmehr als Rektorat und Verwaltungsgebäude der Trakya Üniversitesi, der Universität von Edirne, genutzt. Edirne erhielt einen neuen Bahnhof, der auch über eine Verladestelle für Autoreisezüge verfügt.
Dort werden Autoreisezüge der Agentur Optima Tours von und nach Villach über Niš (Serbien) abgefertigt. Ein Zu- und Ausstieg ist nur in Edirne und Villach erlaubt. Im Fahrplanjahr 2024 verkehrt dieser Zug ab Villach samstags vom 30. April bis 10. August und vom 20. August bis 12. November dienstags. Ab Edirne verkehrt dieser Zug dienstags vom 30. April bis 6. August und freitags vom 16. August bis 15. November. Einmal täglich verkehrt der Nachtzug Sofia – Haikali, der vom 14. Juni bis 14. Oktober Kurswagen aus Bukarest führt. Dieser Zug führt auf türkischen Staatsgebiet keine Sitzwagen. Im Nahverkehr wird der Zug zweimal täglich von der TCDD bedient. Tagsüber gibt es keinen Fernverkehr.

### Bildungseinrichtungen
Mit der Thrakien-Universität (Trakya Üniversitesi) ist Edirne seit 1982 auch Universitätsstadt mit mehr als 30.000 Studenten. Es besteht ein Universitätsklinikum. Internationale Kooperationen bestehen u. a. auf der Basis des Erasmusprogramms der EU mit der Dualen Hochschule Baden-Württemberg Lörrach, dem Goethe-Institut (2008–2011), der Robert Bosch Stiftung (2008–2011) und der Sprachenakademie Aachen in Deutschland.

## Sehenswürdigkeiten

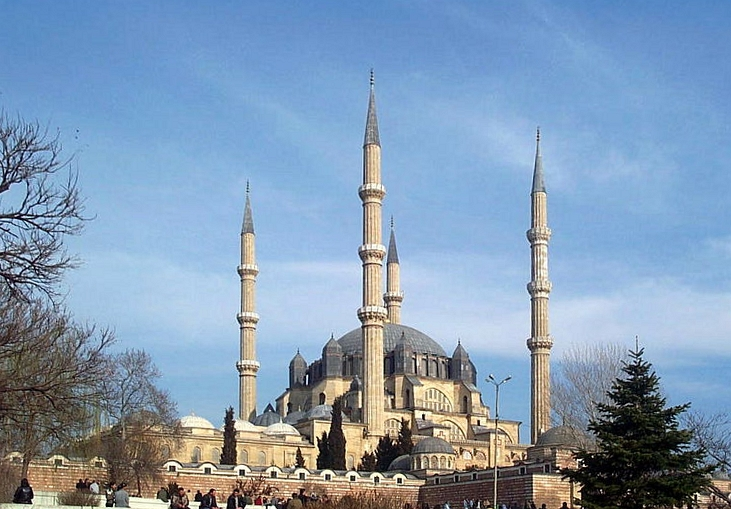
Selimiye-Moschee

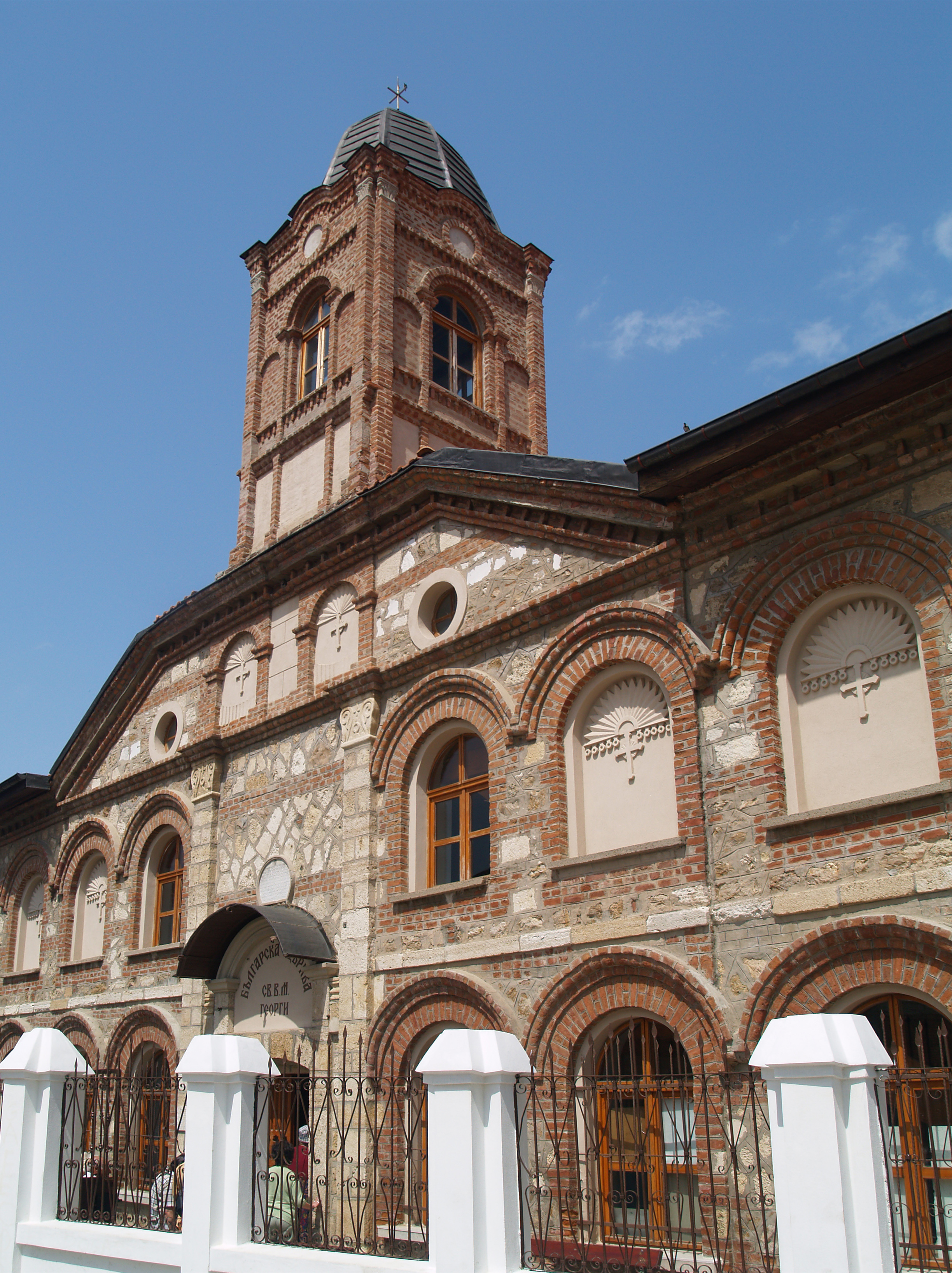
Bulgarisch-orthodoxe Georgskirche

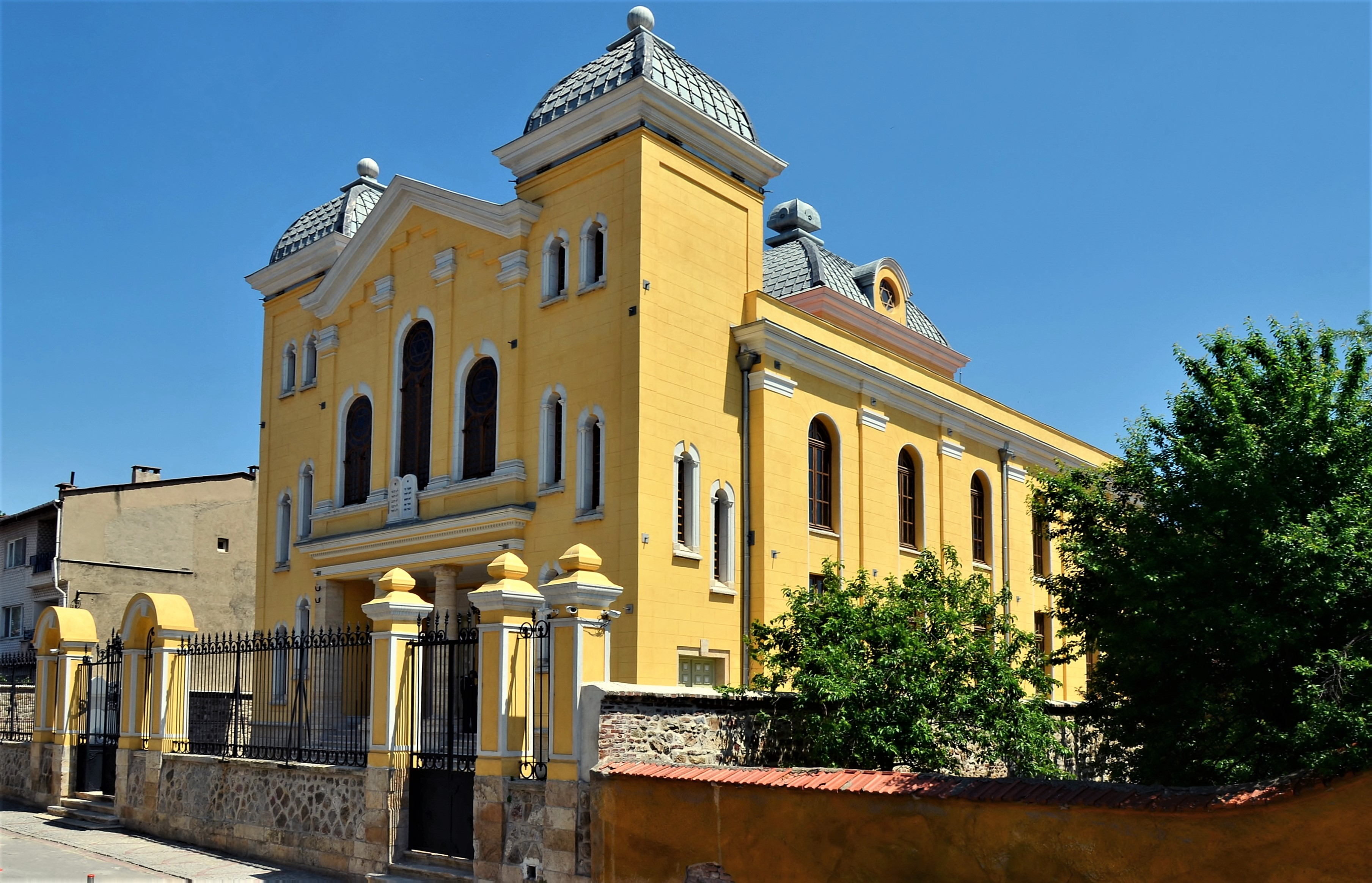
Seitenansicht der Synagoge (2015)

Die ältesten Bauten sind die Ruinen der römischen Stadtmauern mit einem byzantinischen Turm, dem Makedonischen Turm (türkisch Makedon Kulesi).
Die im Jahr 1575 vom Architekten Sinan erbaute Selimiye-Moschee, die zum UNESCO-Weltkulturerbe gehört, und die Rüstem-Pascha-Karawanserei (1554) sind die bekanntesten Bauwerke. Weitere sehenswerte Moscheen sind die Eski Cami (Alte Moschee; 1414), Üç Şerefeli Cami (Moschee mit drei Balkons [auf dem höchsten Minarett]; 1447) sowie der im Nordwesten außerhalb des Zentrums gelegene, 1488 fertiggestellte Gebäudekomplex von Sultan Beyazıd II., Sultan Bayezit II Külliyesi, der um eine zentrale Moschee eine Medizinschule, ein Krankenhaus (Darüşşifa), Gästehäuser (Tabhane), ein türkisches Bad (Hamam), Verwaltungsgebäude und eine Grundschule enthielt.
Diese Anlage beherbergt heute das 2004 mit dem Museumspreis des Europarats ausgezeichnete Türkische Museum für die Geschichte der Psychiatrie. Die Muradiye-Moschee verfügt über typisch osmanische Fliesen und Ornamente aus dem Jahre 1426.
Edirne hat drei historische Basare, den Ali-Pascha-Basar (1569) und den Arasta-Basar, beide von Sinan erbaut, sowie den ältesten, den Bedesten-Basar (1418). Die Händler sind inzwischen kaum noch für die Versorgung mit Alltagsgegenständen oder Lebensmitteln von Bedeutung, was auch hier die großen Einkaufscenter übernommen haben. Viele Marktstände bieten nun vor allem Gegenstände und Besonderheiten wie Gewürze oder aromatisierte Seife in Form von Obst und Gemüse als touristische Mitbringsel.
Die Ruinen des alten Sultanspalasts in Edirne beherbergen einen gut erhaltenen osmanischen Turm (Adalet Kasrı) und ein Jagdhaus. Die sehenswerten und renovierten Brücken von Edirne wurden in osmanischer Zeit über den Tunca und über den Meriç gebaut. Weiterhin sehenswert sind noch die typischen alten osmanischen Häuser aus Holz in der Altstadt Kaleiçi.
Von den bulgarisch-orthodoxen Kirchen sind noch die Heilige-Georgs-Kirche (1880) und die Hl.-Konstantin-und-Helena-Kirche (1869) erhalten, welche in den letzten Jahren restauriert wurden. Die Große Synagoge von Edirne wurde nach dem Brand von 1905, bei dem alle 13 Synagogen der Stadt zerstört wurden, bis 1907 neu aufgebaut. Nachdem die Synagoge ab 1983 nicht mehr genutzt wurde, zerfiel das Bauwerk. Ab 2010 wurde es restauriert und 2015 wiedereröffnet.
In Edirne befinden sich auch ein archäologisches und ein ethnographisches Museum mit Funden aus Thrakien sowie ein Museum für türkische und islamische Kunst. In einem architektonisch reizvollen alten Bahnhof an der stillgelegten Strecke ist heute eine Gedenkstätte zur Erinnerung an den Vertrag von Lausanne untergebracht. Vor dem Gebäude befindet sich ein an den Unabhängigkeitskrieg und den Lausanner Vertrag als „Geburtsurkunde der Republik“ erinnerndes, mehrere Meter hohes stählernes Mahnmal im Stil der klassischen Moderne.

## Küche
Eine kulinarische Spezialität der Stadt ist die Edirne ciğeri. Das Gericht besteht aus dünn geschnittenen Scheiben Rinderleber, die paniert und frittiert und anschließend mit roher Zwiebel und ebenfalls frittierten roten Paprikaschoten serviert werden. Viele kleine Imbisse in der Stadt bieten dieses Gericht und meist auch die in der gesamten südosteuropäischen Küche verbreiteten Köfte an.

## Sport

### Öl-Ringkampf
Edirne ist das Zentrum der alten türkischen Nationalsportart Öl-Ringkampf (Kırkpınar). Der Austragungsort des bedeutendsten Turniers im ganzen Land ist eine Arena am Stadtrand. In einem Park in der Innenstadt steht ein Denkmal mit Darstellung dieses Ringkampfes.

### Fußball
Die Stadt unterhält seit 1966 außerdem den Fußballverein Edirnespor und besitzt mit dem 25 Kasım Stadyumu ein großes Fußballstadion, das für internationale Wettkämpfe geeignet ist.

## Persönlichkeiten (Auswahl)
- Athanasios I. (1230–1310), Heiliger und Patriarch von Konstantinopel
- Mehmed II. (1432–1481), osmanischer Sultan
- Revani (1475–1524), osmanischer Dichter
- Abdurrahman Hibri (1604–1658 oder 1659), osmanischer Dichter und Historiograph
- Şahin Giray (1745–1787), letzter Khan der Krim
- Agathangelos von Konstantinopel (1769–1832), orthodoxer Patriarch von Konstantinopel
- Joseph Halévy (1827–1917), französischer Orientalist und Afrikareisender
- Georgi Walkowitsch (1833–1892), bulgarischer Politiker und Diplomat
- Hagop Baronian (1843–1891), Schriftsteller, Satiriker, Erzieher, Journalist und Sozialwissenschaftler
- Mehmed Şükrü Pascha (1856–1916), „Held von Adrianopel“ (Edirne Müdafii), Brigadegeneral der türkischen Armee, der im 1. Balkankrieg Adrianopel im März 1913 nach fünfmonatiger Belagerung an die Bulgaren übergab
- Rupen Binemeciyan (1857–1912), armenischer Schauspieler
- Nikodim Tiweriopolski (1864–1932), bulgarischer Geistlicher
- Nikola Dolaptschiew (1869–1948), bulgarischer Freiheitskämpfer
- Joseph Herbst (1875–1925), bulgarischer Journalist
- Victor Tafel (1881–1946), deutscher Metallurge
- Perchouhi Partizpanjan-Barseghjan (1886–1940), armenische Schriftstellerin
- Şevket Süreyya Aydemir (1897–1976), türkischer Schriftsteller und Intellektueller
- Nikolaos „Nikos“ Zachariadis (1903–1973), griechischer Kommunist und Chef der Gegenregierung im Bürgerkrieg
- Sabiha Kasimati (1912–1951), albanische Ichtyologin
- Enver Duran (* 1945), Mediziner und Rektor der Thrakien-Universität (2004–2012)
- Sümeyra (1946–1990), Musikerin
- Mustafa Hatipler (* 1959), Sozialpolitikprofessor
- Yener Yörük (* 1963), Mediziner und Rektor der Thrakien-Universität (August 2012 bis Juni 2016)
- Erhan Tabakoğlu (* 1967), Mediziner und Rektor der Thrakien-Universität (seit Juli 2016)
- Esmahan Aykol (* 1970), Journalistin und Krimiautorin
- Cem Adrian (* 1980), Sänger und Songschreiber
- Cansu Tiryaki, Fußballschiedsrichterin